# A Song for You (album Bizzy’ego Bone’a)
A Song for You – studyjny album amerykańskiego rapera Bizzy’ego Bone’a. Wydany został 22 kwietnia 2008 roku przez After Platinum Records i dystrybuowany przez Select-O-Hits. Gościnnie występują: DMX, Chris Notes, Joel Madden, Twista i Jim Jones.

## Historia
W 2006, Bizzy Bone podpisał trzy-płytowy kontrakt z Virgin Records i After Platinum Records. Natychmiast rozpoczął nagrywanie utworów. Pierwszy singiel „Money” wydany został w 2007, a następny na początku następnego roku i to był właśnie „A Song For You”. Dwie piosenki niestety nie znalazły się na krążku: „Back In The High Life” z gościnnym występem Chris Notez i „Thug Til I Die” (oryginalna wersja Ballin z gościnnym występem Trae). Po wielu przełożeniach daty wydania, album został wpuszczony w obieg 22 kwietnia 2008 roku. Album znalazł się na 148. miejscu rankingu Billboard 200 ze sprzedażą, 4,200 w pierwszym tygodniu

## Lista utworów
| #   | Tytuł                                                  |      |
| --- | ------------------------------------------------------ | ---- |
| 1.  | „Prelude”(wokale: DMX i Chris Notez)                   | 0:51 |
| 2.  | „A Song for You” (gościnnie DMX i Chris Notez)         | 3:58 |
| 3.  | „I’m the One” (gościnnie Joel Madden z Good Charlotte) | 4:14 |
| 4.  | „Muddy Waters” (wokale: L. Calloway)                   | 4:08 |
| 5.  | „Money” (gościnnie Twista)                             | 4:19 |
| 6.  | „What Have I Learned”                                  | 3:33 |
| 7.  | „Mercy Mary”                                           | 4:01 |
| 8.  | „I Truly Believe” (wokale: Krys Ivory)                 | 4:33 |
| 9.  | „Ballin” (gościnnie Jim Jones)                         | 3:48 |
| 10. | „I Need You” (wokale: Chris Notez)                     | 3:53 |
| 11. | „Hard Times” (gościnnie Chris Notez)                   | 3:46 |
| 12. | „Memories”                                             | 4:17 |
| 13. | „Real” Freestyle (wokale: Chris Notez)                 | 3:24 |
| 14. | „Crossroad Outro”                                      | 1:23 |